# Juan Griego
Juan Griego – miasto w Wenezueli, w stanie Nueva Esparta, na wyspie Margarita.